# Limnophila lloydi
Limnophila lloydi är en tvåvingeart som beskrevs av Alexander 1913. Limnophila lloydi ingår i släktet Limnophila och familjen småharkrankar.
Artens utbredningsområde är Colombia. Inga underarter finns listade i Catalogue of Life.